# Dendroprionomys rousseloti
Dendroprionomys rousseloti је врста глодара (Rodentia) из породице Nesomyidae.

## Распрострањење
Ареал врсте је ограничен на једну државу, Републику Конго.

## Станиште
Станиште врсте су бамбусове шуме.

## Угроженост
Подаци о распрострањености ове врсте су недовољни.